# Casa al carrer Nou, 10 (Sant Miquel de Fluvià)
La Casa al carrer Nou, 10 és una obra de Sant Miquel de Fluvià (Alt Empordà) inclosa a l'Inventari del Patrimoni Arquitectònic de Catalunya.

## Descripció
Edifici cantoner situat a davant de l'absis de l'església. És una casa de planta rectangular, format per dos cossos, amb alçades diferents, un dels quals amb planta baixa i pis, i l'altre amb golfes. Tot i que ha estat rehabilitada recentment, s'ha conservat el paredat original, un paredat amb carreus sense treballar, amb cantonades i obertures carreuades, de les que es conserven poques, ja que la majoria s'han refet totalment. De le oberutres carreuades destaca la llinda d'accés a la casa, ja que té la segünet inscripció: NARCIS CAMPS AL II DE MAIG DE 1810 ME FESIT. Al centre d'aquesta llinda també hi ha inscrita una creu d'arcàngels.